# El Cóndor (película de 1970)
El Cóndor es un western dirigido en 1970 por John Guillermin que cuenta con Jim Brown y Lee Van Cleef en los papeles principales. Además, fue una de las primeras películas de este género en obtener en Estados Unidos una calificación para mayores de edad por su lenguaje, violencia y escenas de desnudos.

## Argumento
Un exconvicto y un buscador de oro forman una curiosa alianza junto a una tribu apache con el objetivo de asaltar una fortaleza mexicana que supuestamente esconde un valioso cargamento de oro.

## Localizaciones
La película se rodó íntegramente en la provincia de Almería , en su mayor parte en el Desierto de Tabernas, donde se construyeron unos gigantescos decorados para la fortaleza mexicana. Tras el rodaje los decorados no se desmantelaron y permanecieron allí, siendo reutilizados en películas posteriores como Una razón para vivir y una para morir (1972), Marchar o Morir (1977), El justiciero ciego (1971) y Conan el Bárbaro (película de 1982). Actualmente aún queda en pie parte de la estructura y puede ser visitada.

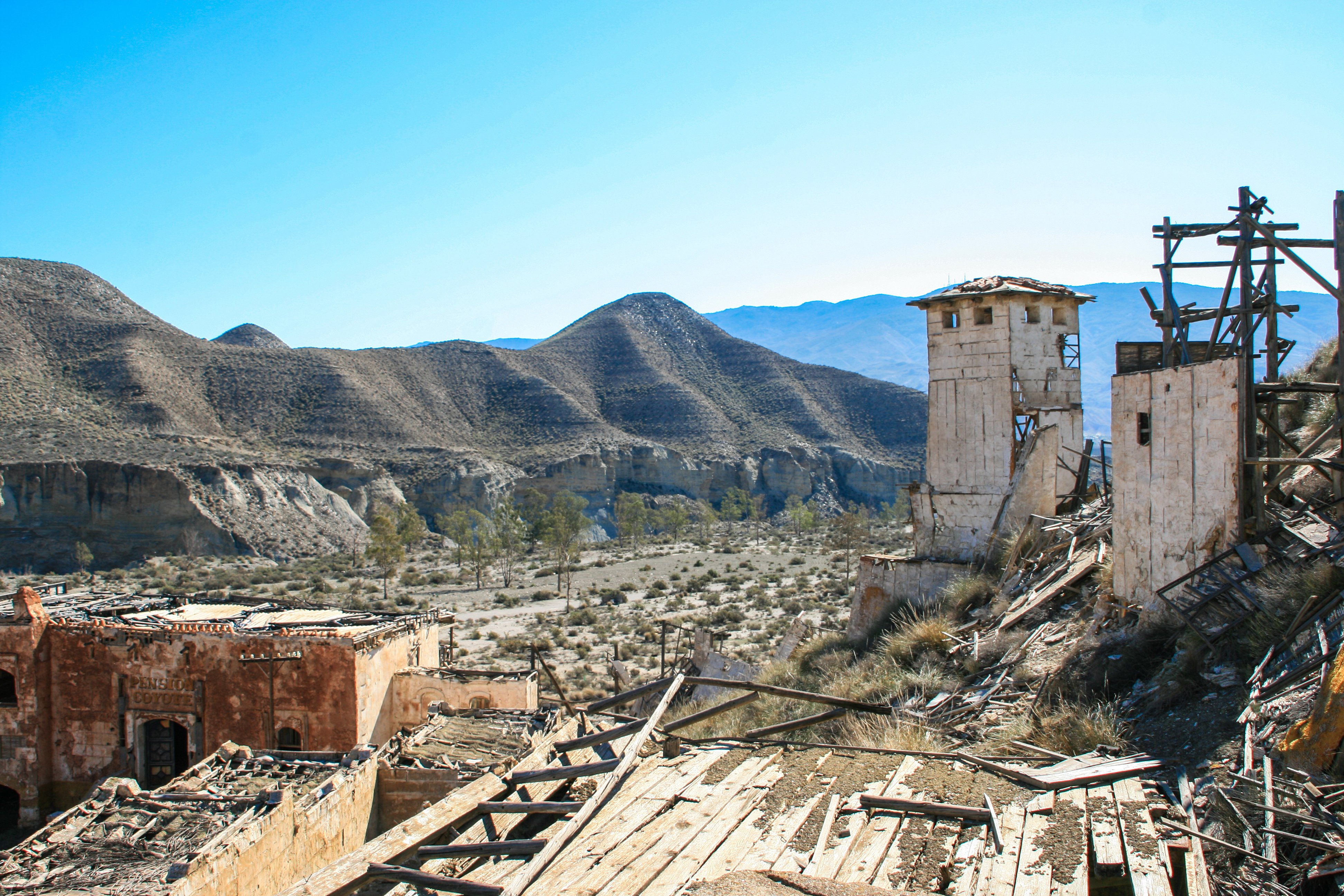
Restos de la fortaleza de El Condor, construida en 1970 como decorado para la película del mismo nombre.